# Rita Strohl
Rita Strohl, getauft als Marguerite La Rousse la Villette (* 8. Juli 1865 in Lorient; † 27. März 1941 in La Gaude), war eine französische Pianistin und Komponistin. Sie galt schon in jungem Alter als hochtalentiert und wurde bereits im Alter von dreizehn Jahren am Pariser Konservatorium zugelassen.

## Familie
Rita Strohl war die Tochter des Infanterieoffiziers und Oberstleutnants Jules La Rousse La Villette (1834–1921) und der Malerin Élodie La Villette (1842–1917), geborene Jacquier, sowie mütterlicherseits die Nichte der Malerin Caroline Espinet (1844–1910).
Am 18. Juni 1888 heiratete Strohl den Fähnrich Émile Strohl (1863–1900), dessen Namen sie annahm, der aber früh starb. 1908 heiratete sie in Meudon den Nissarden René Billa (1884–1944), der das germanisierende Pseudonym Richard Burgsthal bevorzugte und als Glasbläser, Maler und Musiker arbeitete.

## Arbeit und Werk
Zusammen gründeten und betrieben sie 1912 mit finanzieller Unterstützung der beiden Maler Odilon Redon und Gustave Fayet sowie anderer Gönner für kurze Zeit das Theater La Grange in Bièvres. Bereits zu Beginn des Ersten Weltkriegs wurde es wieder geschlossen. In dieser Zeit schuf Strohl lyrische Werke voller Mystik und Symbolik, die thematisch den siebenteiligen Zyklus Le Suprême Puruscha von 1908 fortsetzten. Sie wählte diese ruhige, ländliche Kleinstadt nördlich Paris, um hauptstädtischen Konventionen zu entgehen und sich ganz ihrem neuen Projekt, der sogenannten Experimentellen Musik, zu widmen. Ihr Mann René, der „in verstörender Weise“ ein Bewunderer Richard Wagners war, versuchte dort ein „Klein-Bayreuth“ aufzubauen. La Grange war eine alte Mühle, die für Aufführungszwecke umgebaut wurde. Es kamen Werke von Rita Strohl zu Aufführung. Sie gab dafür ihr Engagement, Symphonien zu schreiben, auf und verlagerte sich auf Opern, von denen in dieser kurzen Zeit drei uraufgeführt wurden: Le Déclin de la Tour d’Ivoire, ein keltischer Zyklus, an dem an fünf Tagen hintereinander zwei Stunden lang die Musik erklang, eine namenlose, an bretonische Musik angelehnte Inspiration und ein unvollendeter, sieben Tage dauernder Hindu-Zyklus. Ein Klavierauszug dieses letzten Werkes ist noch vorhanden.
Doch mit dem Projekt La Grange hatten sie sich übernommen. Sie kamen aus der Planungsphase nicht heraus, da sich der Aufwand als zu groß und zu teuer herausstellte. Es kam selbst von Freunden zu Anfeindungen. Der Krieg verlagerte den Schwerpunkt endgültig von feinsinnigen Gedanken auf das persönliche Überleben. Rita wurde leidend und depressiv, vom Krieg traumatisiert und bekam Tinnitus. Das Ehepaar trennte sich nach diesem Misserfolg. Rita ging 1930 nach Südfrankreich, als René eine Jüngere heiratete. Sie schrieb immer weniger und wurde nur noch gelegentlich gespielt, auch wenn ihre Freundin, die Opernsängerin Jane Bathori, die gelegentlich für den Rundfunk arbeitete, ihr immer wieder Hörfunksendungen widmete.
Rita Strohl komponierte verschiedene lyrische, symphonische und kammermusikalische Stücke. Sie wurde von Camille Saint-Saëns, Vincent d’Indy und Gabriel Fauré gefeiert. Jane Bathori sang ihre zwölf Lieder Bilitis nach dem Libretto von Pierre Louÿs, und Pablo Casals spielte ihre Musik. Ihr Rückzug aus der Pariser Gesellschaft hatte zur Folge, dass die meisten ihrer Werke nie veröffentlicht oder aufgezeichnet wurden. Die einzelnen Manuskripte befinden sich im Besitz ihrer Nachkommen in Lorient.
Ein erstes öffentliches Konzert fand im Jahr 1884 mit einem Klaviertrio statt, im folgenden Jahr mit einer Messe für sechs Stimmen, Orchester und Orgel in den Kathedralen von Rennes und Chartres. Ihre Werke zeigen eine Neigung zur Mystik und religiösen Mischung verschiedener Inspirationen: diese Einflüsse gipfelten in Werken wie Les Noces spirituelles de la Vierge Marie (1903), Le Suprême Puruscha, ein mystischer Zyklus in sieben Teilen (1908), und dem lyrischen Drama La Femme pécheresse (1913), deren Namen bereits hohe Suggestivkraft besitzen. Diese Einflüsse wirkten indirekt auch in den meisten anderen Kompositionen wie in ihren Opern Hindu und Celtic, die zusätzlich auch von anderen Formen der Spiritualität und des Pantheismus eingefärbt sind. Sie komponierte ferner Musik für Klavier, Kammermusik und Lieder, an erster Stelle die 1898 komponierten Chansons de Bilitis nach zwölf erotischen Gedichten von Pierre Louÿs, die einen großen Erfolg hatten.
Nach ihrem Tod war sie fast vergessen. Ihre Musik hat in den letzten Jahren mehr Anklang gefunden, ist jedoch trotz der hohen Qualität der wiederentdeckten Werke (einschließlich der Sonate für Cello und Klavier Titus und Berenice) noch nahezu unbekannt.

## Werkverzeichnis (Auswahl)
- 1887: Forêt de Brocéliande
- 1887: Le Printemps
- 1892: Titus et Bérénice, Sonate für Violoncello und Klavier, op. 16, Nr. 2
- 1898: Bilitis, 12 Lieder nach Gedichten von Pierre Louÿs, uraufgeführt mit Jane Bathori
- 1901: Symphonie de la forêt, uraufgeführt mit dem Orchestre Lamoureux
- 1902: Symphonie de la mer
- 1903: Musique sur l’eau
- 1904: Trois Préludes pour orchestre, uraufgeführt mit dem Orchestre Lamoureux
- 1908: Le Suprême Puruscha, siebenteiliger Mysterienzyklus